# Verschleierung (Sprache)
Verschleierung (englisch obfuscation) in der Sprache dient – ähnlich wie ein Schleier (als Kopfbedeckung), eine Gardine oder ein Vorhang – dazu, etwas „vor den Blicken“ des Betrachters zu verbergen. Im Fall der Sprachverschleierung kann dies von Höflichkeitsfloskeln, wie Komplimenten, über Euphemismen und Slang bis hin zu Geheimsprachen wie Gaunerzinken reichen.
Zweck ist häufig, den wahren Sachverhalt zu beschönigen oder zu verstecken, also zu verschleiern. Umgekehrt, wenn es gelingt, den wahren Sachverhalt wieder aufzudecken, spricht man davon, den „Schleier gelüftet“ zu haben. Im militärischen Sprachgebrauch können Decknamen („Barbarossa“) oder Parolen („Großmutter gestorben“) diesen Zweck erfüllen. Im physischen Sinne werden dort auch Nebelgranaten verwendet, um mithilfe eines Rauchschleiers ein Objekt zu verbergen. Im auf Sprache übertragenen Sinn spricht man auch von Nebelkerzen oder Red herring („Roter Hering“), womit ein sprachliches Ablenkungsmanöver gemeint ist. 
Allgemein gesprochen, ist Verschleierung eine weniger rigide Maßnahme als Steganografie oder Kryptografie, bei denen der Nachrichteninhalt  möglichst wirksam versteckt (Steganografie) beziehungsweise verschlüsselt wird.
Speziell im Zusammenhang mit Software und deren Verschleierung wird der dem Englischen entlehnte Ausdruck Obfuskation verwendet.